# Stinson 108
Le Stinson 108 était un avion de loisirs et tourisme populaire, conçu et produit par la division Stinson de la compagnie américaine Consolidated-Vultee de l'immédiat après-guerre à 1950.

## Conception et développement

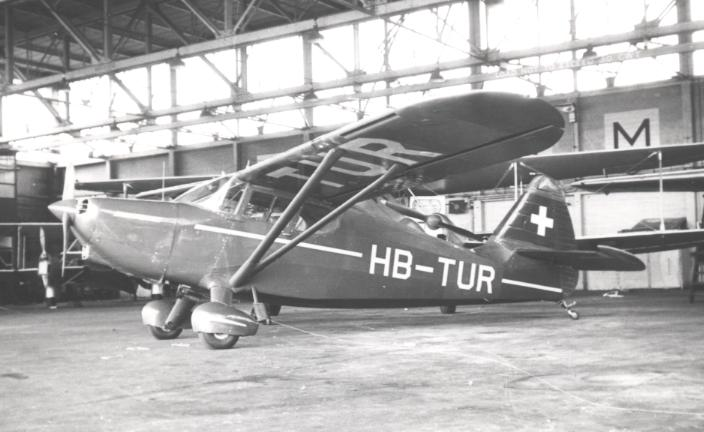
Un Stinson 108-2 suisse à l'aéroport de Manchester, Angleterre, en 1950. Ce modèle ancien possède une dérive courte et un bord de fuite courbé.

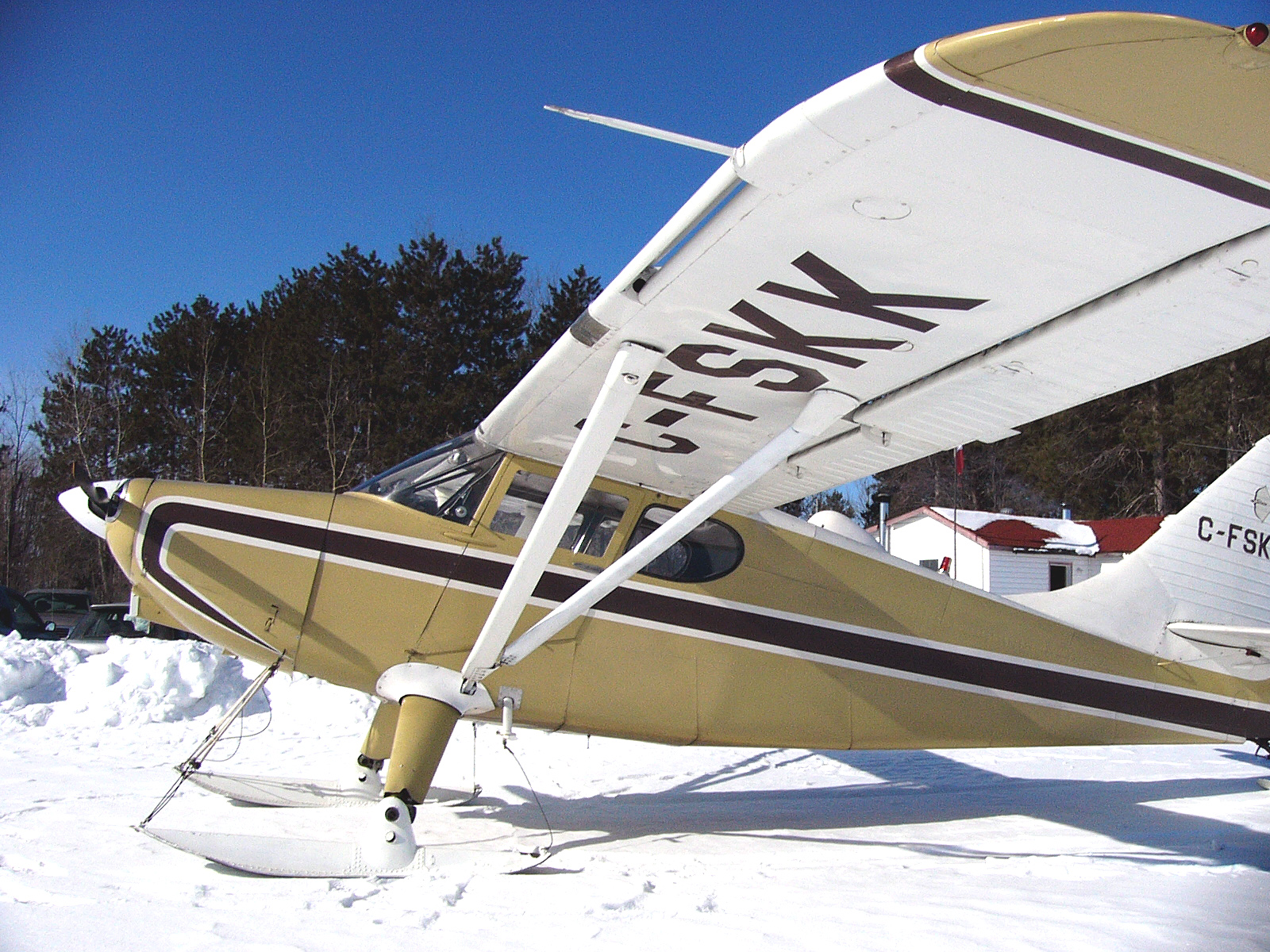
Un Stinson 108-3 canadien, équipé de skis. Les becs à fente fixes sur le bord d'attaque de l'aile sont bien visibles.

Le 108 fut développé à partir du Model 10A Voyager d'avant-guerre. Stinson fut racheté par Piper Aircraft en 1949. Tous les modèles 108, 108-1, 108-2, 108-3 et 108-4 de Stinson furent produits à Wayne, dans le Michigan. Lorsque Stinson vendit le certificat de type (en anglais : Type Certificate) à Piper en 1949, 5 260 exemplaires du 108 avaient été produits par Stinson (auxquels il faut ajouter deux avions convertis ayant été utilisés comme prototypes). Environ 325 de ces exemplaires étaient complets mais non-vendus. Ils furent intégrés à la vente et envoyés à Piper, qui les vendit ensuite sous la désignation de Piper-Stinson pendant les années suivantes.
Piper vendit ensuite le certificat de type à Univair Aircraft Corporation (en). Cette dernière construisit et obtint la certification pour le 108-5, mais n'en produisit qu'un seul exemplaire. Le chiffre total de production du modèle 108 est donc de 5 261 exemplaires.
De nombreux exemplaires volent encore de nos jours, les registres de l'administration fédérale américaine indiquant un total de 1 695 exemplaires en service aux États-Unis en mars 2018.

## Caractéristiques
Le fuselage du 108 était assez classique des avions de son époque, avec une structure tubulaire en acier en grande partie recouverte de tissu, la partie autour du moteur étant elle revêtue de panneaux en métal, supportant mieux la chaleur produite par le moteur. Des préparateurs extérieurs à la société parvinrent à obtenir des suppléments de certificats de type (en anglais : Supplemental Type Certificate, STC) leur permettant de convertir l'intégralité de l'avion au revêtement aluminium. De nombreux moteurs différents furent adaptés au 108 grâce aux divers STC obtenus, tels les Lycoming O-360, Franklin O-350 (en) et Continental O-470 (en).
L'une des caractéristiques notables du 108 était le bec de bord d'attaque à fente fixe sur une partie de l'envergure de l'aile, et aligné avec les ailerons sur le bord de fuite, assurant que la portion de l'aile contenant les ailerons reste dans un flux d'air stable et à l'abri du décrochage lors de manœuvres à angles d'attaque élevés, donnant alors à l'avion des caractéristiques de décrochage très pacifiques.

## Versions

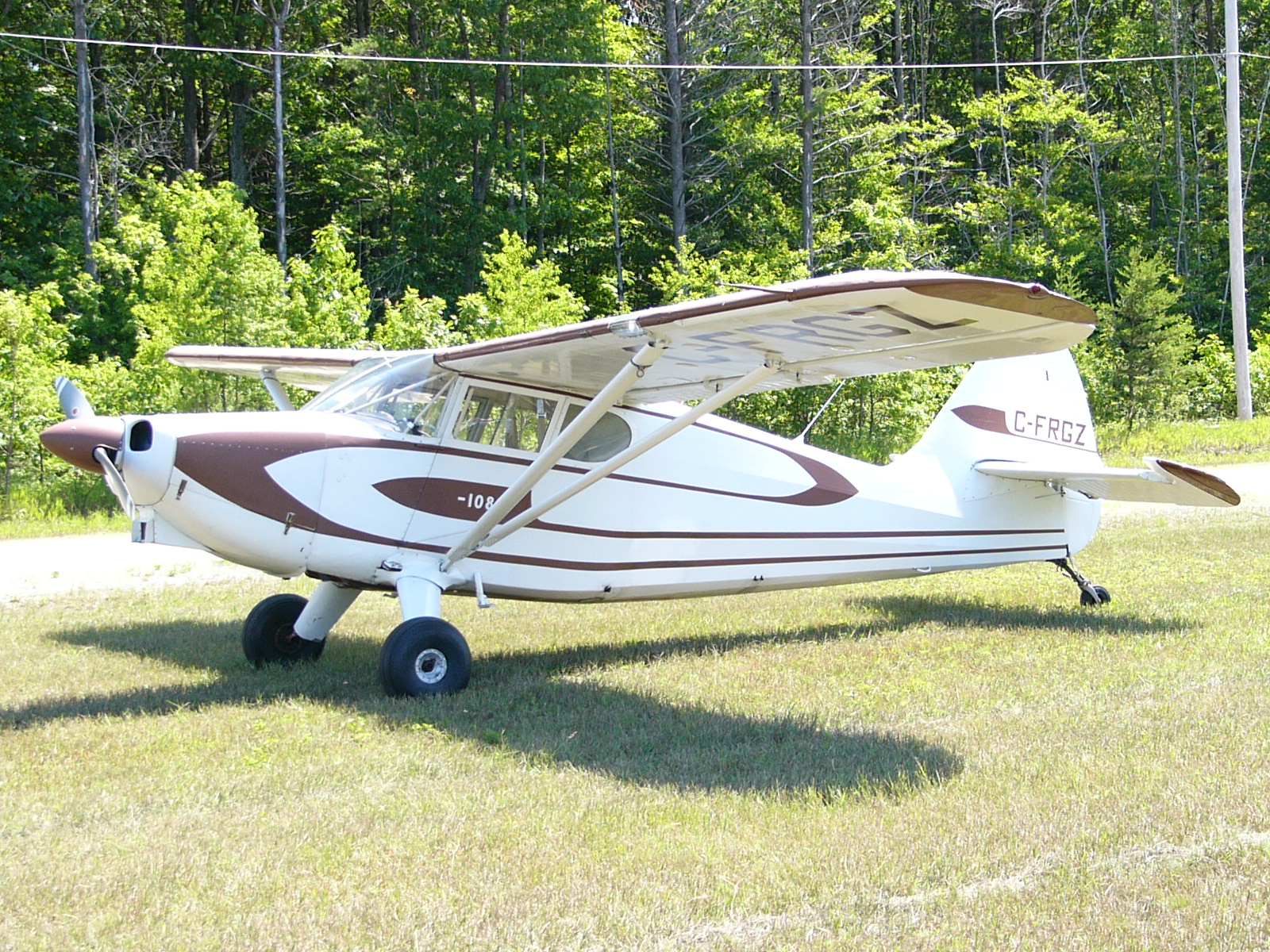
Stinson 108 de 1946.

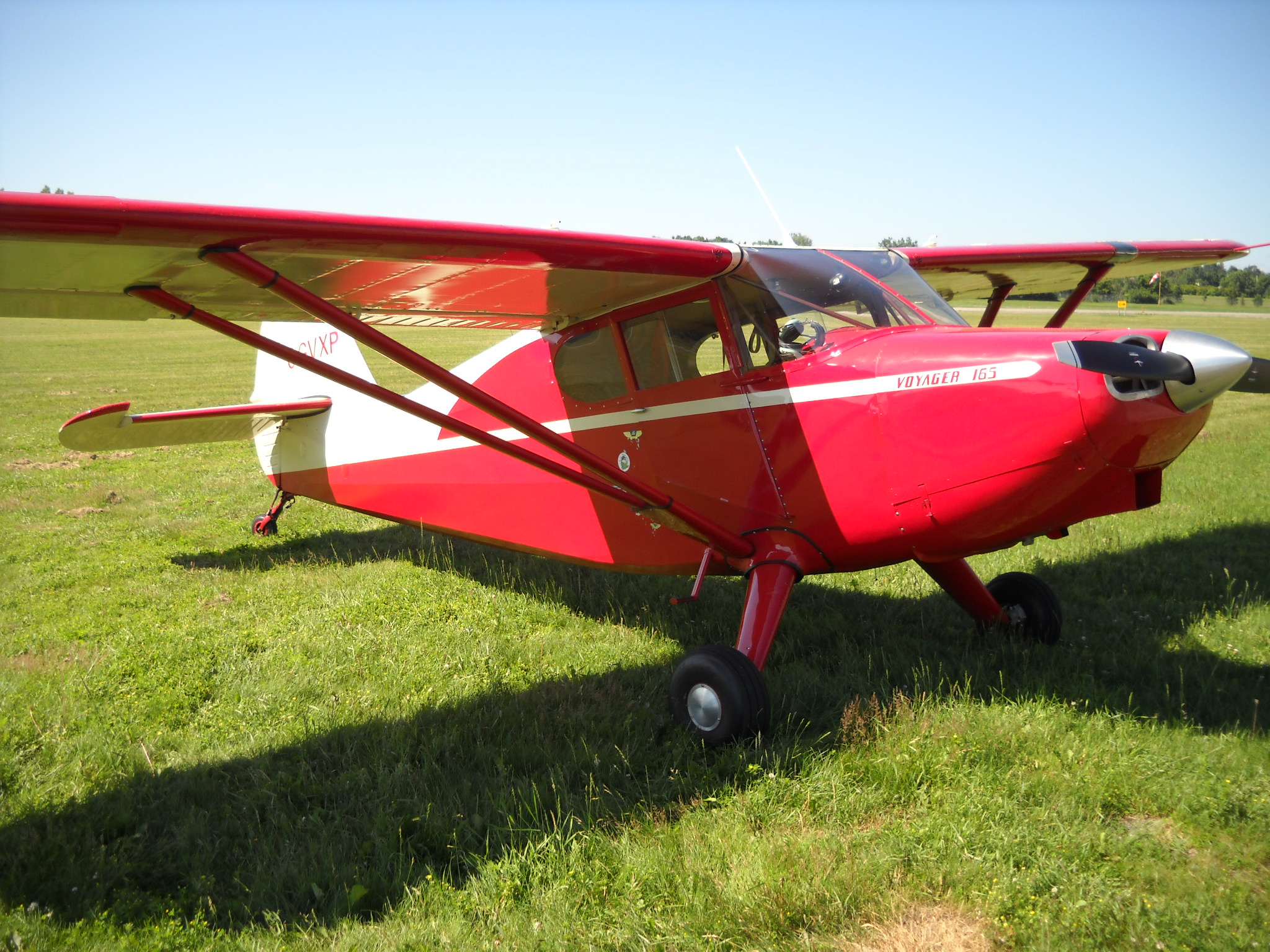
Stinson 108-1 de 1946.

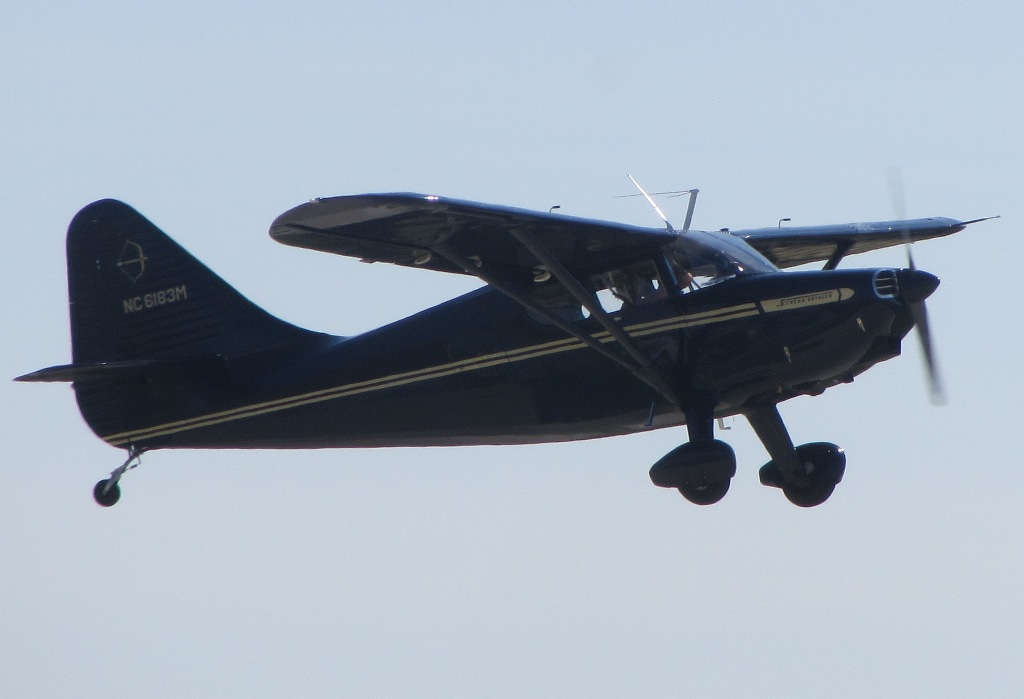
Stinson 108-3.

Les différentes versions du 108 sont très similaires mais peuvent être distinguées visuellement par leurs modifications de conception :
- Prototype : Deux prototypes du 108 furent créés par conversions de deux cellules de Stinson 10A qui appartenaient au constructeur[2]. Les registres de la FAA indiquent que l'appareil immatriculé NX31519 fut le 108 portant le numéro de série « 1 », et que celui immatriculé NX31532 fut celui portant le numéro de série « 2 ». Les deux immatriculations changèrent plus tard en « NC ». Les appareils 108 de série utilisèrent également les numéros de série « 1 » et « 2 », et il y eut donc pendant une courte période deux doublons dans les registres de l'entreprise et de la FAA[5] ;
- 108 : Le 108 ne possédait pas de porte à bagages latérale sur le côté droit du fuselage. Il fut produit à 741 exemplaires ;
- 108 Voyager 125 : Version propulsée par un Lycoming O-235 de 125 ch (93 kW)[6] ;
- 108 Voyager 150 : Version propulsée par un Franklin 6A4-150 (en) de 150 ch (112 kW)[6] ;
- 108 Voyager 165 : Version propulsée par un Franklin 6A4-165-B3 (en) de 165 ch (123 kW) ;
- 108-1 : Les 108-1 jusqu'au numéro de série 108-1469 ne possédaient pas de porte à bagages latérale. Les numéros de série 108-1469 et suivants en avaient une. Les 108-1 furent produits à 1 507 exemplaires ;
- 108-2 : Le 108-2 était essentiellement identique au 108-1, à l'exception du moteur de 165 ch remplaçant celui de 150 ch et d'un compensateur de lacet ajustable en vol. Il exista également un kit de conversion pour ajouter ce compensateur aux avions précédents ;
- 108-3 : Le 108-3 présenta une dérive plus grande, dotée également d'une gouverne de lacet à bord de fuite rectiligne. La contenance des réservoirs d'ailes passa également de 150 à 190 litres. La masse typique du 108-3 était plus élevée que celle des versions précédentes, avec une valeur de 1 089 kg, ce qui permettait de voler avec le plein de carburant, quatre passagers de 77 kg et 23 kg de bagages. Il fut produit à 1 759 exemplaires ;
- 108-4 : Le 108-4 était un 108 plus puissant, un exemplaire unique immatriculé NX419C (numéro de série 108-4693). Utilisé à des fins expérimentales par Stinson, puis Piper, il ne fut jamais certifié ;
- Flying Station Wagon : Le « Flying Station Wagon » était une option disponible avec les modèles -1, -2 et -3 qui créait un intérieur utilitaire dans l'avion, avec des panneaux latéraux en bois intégrés et un plancher renforcé, autorisant l'emport de 272 kg de bagages dans la partie normalement réservée aux passagers. L'avion pouvait être doté de roues, de flotteurs ou de skis. L'unique 108-4 produit était un Flying Station Wagon ;
- 108-5 : Le 108-5 fut produit par Univair, semblable au 108-3 avec un moteur Franklin de 180 ch (134 kW). Univair acheta le certificat de type du 108 à Piper mais ne produisit qu'un seul exemplaire de cet avion.

## Spécifications techniques (108 Voyager 150)
Données de Plane and Pilot, Jane's all the World's Aircraft 1947.
Caractéristiques générales
- Équipage : 1 pilote
- Capacité : 3 passagers
- Longueur : 7,46 m
- Envergure : 10,33 m
- Hauteur : 2,08 m
- Surface alaire : 14,4 m2
- Profil : NACA 4412
- Masse à vide : 547 kg
- Masse typique : 975 kg
- Moteur : 1   Moteur à pistons à 6 cylindres à plat refroidis par air Franklin 6A4 150-B3 (en) de 150 ch (110 kW)
- Réservoirs : 190 litres

 Performances 
- Vitesse maximale : 214 km/h
- Vitesse de croisière : 201 km/h
- Vitesse de décrochage : 105 km/h
- Distance franchissable : 805 km
- Plafond : 4 300 m
- Vitesse ascensionnelle : 234 m/min
- Charge alaire : 67 kg/m2
- Rapport poids-puissance : 3,65 kg/ch

- Course de décollage : 167 m